# Intelligens érzékelő
Az intelligens érzékelő megfelelő bemeneti jelre (fény, hő, hang, mozgás, érintés stb.) egy előre meghatározott műveletet végez.

## Leírás
Az érzékelőnek a következő feladatokat kell ellátnia: 
- Valamilyen jelet mér
- Digitális módon ezt a jelet feldolgozza
- Szabványos közlési protokollokon keresztül továbbítja
- Rendelkezik önkalibráló, öndiagnosztizáló és alkalmazkodó képességgel.

## Intelligens érzékelők elemei
- Elsődleges érzékelő elem

- Gerjesztés vezérlés

- Erősítés

- Analóg szűrés

- Adatátalakítás

- Kompenzálás

- Digitális adatfeldolgozás

- Digitális távközlési/adatátviteli képesség

## Az érzékelő intelligens voltának kritériuma
Az intelligens érzékelőkben mikroprocesszorok végzik el a feldolgozási feladatokat, így minden érzékelőt, amelyhez ugyanazon fizikai egységben egy mikroprocesszor társul, intelligens érzékelőnek neveznek.

## Mindenütt Jelenlevő Érzékelő Hálózatok (USN)
Az USN (Ubiquitous Sensor Networks) az intelligens érzékelők által létrehozott hálózatot jelent, amely egyszer mindenütt jelenlevővé válhat.

## Lásd még
- Real Time Locating System

## Szakirodalom
- Nitaigour P. Mahalik: Sensor Networks and Configuration. Fundamentals, Standards, Platforms, and Applications. Springer Verlag Berlin, 1st ed. November 2006, ISBN 3-540-37364-0, ISBN 978-3-540-37364-3